# Бобровка (Ирбитское муниципальное образование)
Бобровка — деревня в Ирбитском МО Свердловской области, Россия.

## География
Деревня Бобровка «Ирбитского муниципального образования» находится в 9 километрах (по автотрассе в 11 километрах) к западу-северо-западу от города Ирбит, на левом берегу реки Вязовка (левого притока реки Ирбит).

## Население
| 2002 | 2010 |
| ---- | ---- |
| 9    | ↗12  |